# Willem-Leopoldpolder
De Willem-Leopoldpolder is een internationale polder die voor een deel op Belgisch en een deel op Nederlands grondgebied ligt. De polder is vernoemd naar Willem III der Nederlanden en Leopold II van België. Ze behoort tot de Sluisse- en Zwinpolders.
De polder is het gevolg van de laatste bedijking van het Zwin in 1873, volgend op de bedijking van de Zwinpolder in 1864. De polder kwam tot stand door een Internationale Commissie. De polder had oorspronkelijk een oppervlakte van 629 ha, waarvan 134 ha op Nederlands gebied gelegen is. Met de verruiming van het Zwin is de polder verkleind tot ongeveer 225 ha.

## Natuurgebied
Op 13 maart 2009 werd beslist het Zwin uit te breiden door een ontpoldering van de Willem-Leopoldpolder, ter compensatie van de verdieping van de Westerschelde. Hiervoor is de ontpoldering van 86 ha landbouwgrond vereist. Er bestond een consensus in de politiek en bij de lokale bevolking voor een uitbreiding met 120ha. De andere optie was een uitbreiding met 180ha, het meest milieuvriendelijke alternatief. Aldus moet een verbinding tot stand komen tussen de Oudelandse Polder en de Wallen van Retranchement in het noorden. Naast natuurontwikkeling heeft de uitbreiding ook tot doel het geulensysteem van het Zwingebied uit te breiden om verzanding van het bestaande deel te voorkomen.

## Zwinweide
Onderdeel van de polder vormt de Zwinweide. Dit is een gebied van 11 ha op Nederlandse bodem, en een vergelijkbare oppervlakte in België. Het is ontstaan doordat een deel van de afgedamde Zwingeul nooit tot landbouwgrond is omgevormd omdat het daar te nat was. Het gebied werd begraasd. Het gebied verzoette, hoewel in het geulrestant ook zout kwelwater blijft treden. Aldus komt lamsoor hier binnendijks voor, wat uitzonderlijk is. Ook veel orchideeën zijn hier te vinden. Verder groeit hier de addertong en werd hier eenmaal de bijenorchis aangetroffen. Verdere zeldzaamheden zijn de gestreepte klaver, de ruwe klaver en, als onregelmatige verschijning, de onderaardse klaver, alsmede de kleine rupsklaver. Ook vindt men hier het kandelaartje. De Zwinweide is daarnaast een belangrijke vindplaats voor de moeraspaardenbloem.
De Zwinweide is tevens een weidevogelgebied.